# Etmopterus villosus
Etmopterus villosus és una espècie de peix de la família dels dalàtids i de l'ordre dels esqualiforms.

## Morfologia
- Els mascles poden assolir 46 cm de longitud total.[1][2]

## Reproducció
És ovovivípar.

## Hàbitat
És un peix marí d'aigües profundes que viu entre 280–1610 m de fondària.

## Distribució geogràfica
Es troba a les Hawaii.